# Viola rhodopeia
Viola rhodopeia är en violväxtart som beskrevs av Wilhelm Becker. Viola rhodopeia ingår i släktet violer, och familjen violväxter. Utöver nominatformen finns också underarten V. r. congesta.